# Richard O. Wilhelm
Richard Otfried Wilhelm (* 7. Februar 1932 in Bautzen) ist ein deutscher bildender Künstler und Glasgestalter.
Wilhelm schuf als Gründungsinitiator und Leiter eines Künstlerkollektivs für Glasgestaltung sowie durch Lehrtätigkeit grundlegende Voraussetzungen für eine eigenständige Entwicklung  architekturgebundener Glaskunst in der DDR. Eigene Arbeiten führte er besonders in den Techniken Bleiverglasung, Glasmalerei, Schliff- und Sandstrahltechnik, Glasapplikation, Beton- und Schichtglastechnik aus. Unter den für öffentliche Bauten der DDR geschaffenen Werken ist die gemeinsam mit Reginald Richter gestaltete „Gläserne Blume“ für den Palast der Republik (1975/76) wohl das bekannteste. Nach Intention der Künstler stellt es allerdings einen Gläsernen Baum dar. Die Umdeutung in eine Blume geht auf eine Äußerung Erich Honeckers zurück, die dann allgemein übernommen wurde.
Nach 1989 befasste sich Wilhelm vorrangig mit der Restaurierung und Neugestaltung von Bleiglasfenstern in historischen Dorfkirchen und anderen denkmalgeschützten Gebäuden.

## Leben
Aufgewachsen in Bautzen in einer traditionsreichen Glaserfamilie, absolvierte Wilhelm nach der Schulzeit eine Lehre als Bau- und Kunstglaser. Nach Jahren der praktischen Tätigkeit studierte er in Magdeburg an der Fachschule für angewandte Kunst (FAK) Künstlerische Glasgestaltung und legte parallel dazu die Meisterprüfung im Glaserhandwerk ab. 1972 erwarb er nach externem Studium an der Kunsthochschule Berlin den Abschluss als Diplom-Glasgestalter.
1954 gründete er mit den Glasgestaltern Reginald Richter und Oskar Hamann das Kollektiv der Magdeburger Glasgestalter, das 1956 in „Werkgenossenschaft des Kunsthandwerks Glasgestaltung, Magdeburg“ umbenannt wurde, sich erweiterte und, nachdem die beteiligten Glasgestalter Mitglieder des Verbandes Bildender Künstler (VBK) geworden waren, von 1972 bis 2000 als „Kollegium Bildender Künstler Glasgestaltung Magdeburg“ firmierte. Wilhelm war von Gründung an bis 1984 gewählter Vorsitzender des Glasgestalterkollegiums. 1984 löste er sich von der Vereinigung und arbeitete seitdem freischaffend im eigenen Atelier.
Mit Richter und Dietmar Witteborn gehörte er zum Entwurfsbereich Glasgestaltung beim Aufbau des Palasts der Republik in Berlin.
Sein mit 22 m. Länge und 3 m. Höhe größtes Kunstwerk „Frieden unserem Erdenrund“ war eine Auftragsarbeit von Erich Mielke. Das Kunstwerk wiegt über 3000 kg und enthält 25 kg Goldstaub.
Seit 1947 ist Wilhelm Mitglied der LDPD bzw. seit der deutschen Wiedervereinigung der FDP. Er war von 1960 bis 1989 Mitglied der Volkskammer der DDR in der Fraktion der LDPD.

## Ehrungen
- 1972: Kunstpreis der DDR
- 1977: Diplom für hervorragende Leistungen beim Internationalen Glaskunstwettbewerb im Freistaat Bayern
- 1983: Nationalpreis der DDR III. Klasse
- Verdienstmedaille der DDR
- Ernst-Moritz-Arndt-Medaille

## Weitere Werke (Auswahl)

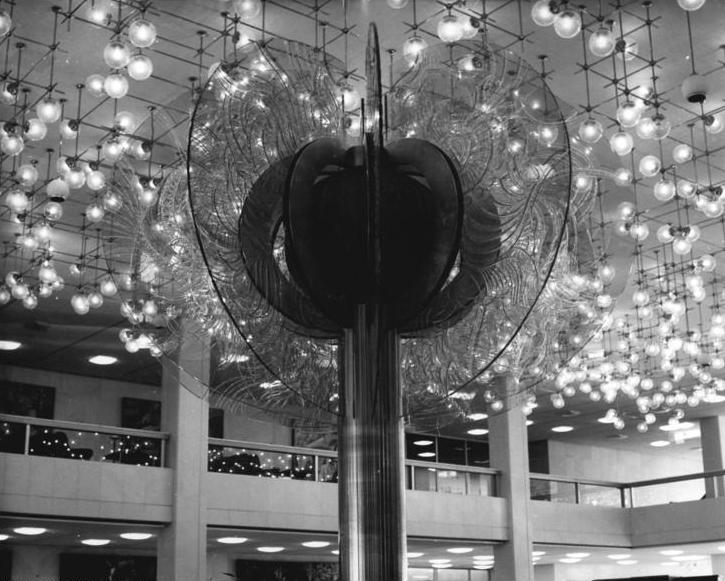
„Gläserne Blume“ im Palast der Republik

- „Des Meeres und der Liebe Wellen“ – Staatliche Museen Berlin (1967)
- „Brennend versprüht der Lebensbaum“ – Feierhalle Friedhof Dessau (1968)
- „Unsere Galaxis“ – Glastrennwand im Telecafé des Berliner Fernsehturms (1969)
- „Gutes Wasser - Gutes Leben“ – zwei großformatige, fast raumhohe Glas-Gestaltungen (jeweils etwa 2,50 Meter hoch und 3 Meter breit) im Treppenhaus im ersten und im zweiten Stock der damaligen Fachschule für Wasserwirtschaft Magdeburg (1973) am Domplatz 6, seit 17. Januar 1991 Dienstsitz des Landtags von Sachsen-Anhalt (Ritz-Signum im Kunstwerk unten rechts: Glasgestaltung Magdeburg R. Wilhelm 1973)[2]
- „Interferenz II“ – Kunstsammlung Veste Coburg (1977)
- „Das Große Tor von Kiew“ – Staatliche Kunstsammlungen Dresden (1984)
- „Friede unserem Erdenrund“ – Gebäude der Staatssicherheit Normannenstrasse, Haus 18 III.Stock (1992 verschollen. 2014 wiederentdeckt von Thilo Holzmann, Kunsthistoriker)
- „Hommage auf die Französische Revolution von 1789“ – Theodor Heuss-Akademie Gummersbach (1989)
- „Brennender Dornbusch und Petri Fischzug“ – Marienkirche Steutz (1995)
- „Stefan George – Lebensphasen des Dichters“, drei Porträts, Gedenkstätte Bingen (1996)
- „Strömungen – zuversichtlich …“ – Lichtdecke in Hildegard-Forum Bingen (1998)
- „Natur und Kunst“ – Eingangshalle Umweltforschungszentrum Leipzig-Halle, Institut Magdeburg (1999)
- „Porträt Prof. Dr. Erhard Hübener“, Ständehaus Merseburg (1993/2004)
- „Zwischen Himmel und Erde“, Hospiz der Pfeifferschen Stiftungen Magdeburg (2003)